# Lycosa inornata
Lycosa inornata este o specie de păianjeni din genul Lycosa, familia Lycosidae, descrisă de John Blackwall în anul 1862. Conform Catalogue of Life specia Lycosa inornata nu are subspecii cunoscute.